# Lòng đào
 #FFE5B4 
Màu lòng đào (peach) là màu vàng ánh hồng. Nó có tên gọi như vậy do giống màu của ruột quả đào (một loại cây họ Rosaceae giống Prunus loại P. persica) và cũng giống với nước da trung bình của người Kavkaz.

## Tọa độ màu
```
Số Hex
 = #FFE5B4

RGB
 (r, g, b) = (255, 229, 180)

CMYK
 (c, m, y, k) = (0, 10, 29, 0)

HSV
 (h, s, v) = (40, 29, 100)
```